# T.J. McConnell
Timothy John McConnell jr., detto T.J. (Pittsburgh, 25 marzo 1992), è un cestista statunitense, di ruolo playmaker, professionista nella NBA con gli Indiana Pacers.
È il nipote di Suzie McConnell. Detiene il record NBA per palle rubate in un tempo, cioè 9

## Statistiche
| * | Primo nella lega |

### NCAA
| Anno      | Squadra          | PG  | PT  | MP   | TC%  | 3P%  | TL%  | RP  | AP  | PRP | SP  | PP   |
| --------- | ---------------- | --- | --- | ---- | ---- | ---- | ---- | --- | --- | --- | --- | ---- |
| 2010-2011 | Duquesne Dukes   | 32  | 30  | 30,6 | 49,8 | 40,2 | 68,3 | 3,8 | 4,4 | 2,8 | 0,2 | 10,8 |
| 2011-2012 | Duquesne Dukes   | 31  | 31  | 34,3 | 51,1 | 43,7 | 83,6 | 4,3 | 5,5 | 2,8 | 0,3 | 11,4 |
| 2013-2014 | Arizona Wildcats | 38  | 38  | 32,2 | 45,4 | 36,0 | 60,8 | 3,6 | 5,3 | 1,7 | 0,2 | 8,5  |
| 2014-2015 | Arizona Wildcats | 38  | 38  | 30,5 | 49,8 | 32,1 | 82,9 | 3,8 | 6,3 | 2,2 | 0,1 | 10,4 |
| Carriera  | Carriera         | 139 | 137 | 31,8 | 49,0 | 38,1 | 74,6 | 3,9 | 5,4 | 2,3 | 0,2 | 10,2 |

#### Massimi in carriera
- Massimo di punti: 28 vs Saint Joseph's (4 gennaio 2012)[1]
- Massimo di rimbalzi: 11 vs Bowling Green (22 novembre 2010)
- Massimo di assist: 11 (4 volte)
- Massimo di palle rubate: 8 vs Oregon State (30 gennaio 2015)
- Massimo di stoppate: 2 (2 volte)
- Massimo di minuti giocati: 47 vs Arizona State (14 febbraio 2014)

### NBA

#### Regular Season
| Anno      | Squadra            | PG  | PT | MP   | TC%  | 3P%  | TL%  | RP  | AP  | PRP | SP  | PP   |
| --------- | ------------------ | --- | -- | ---- | ---- | ---- | ---- | --- | --- | --- | --- | ---- |
| 2015-2016 | Philadelphia 76ers | 81  | 17 | 19,8 | 47,0 | 34,8 | 63,4 | 3,1 | 4,5 | 1,2 | 0,1 | 6,1  |
| 2016-2017 | Philadelphia 76ers | 81  | 51 | 26,3 | 46,1 | 20,0 | 81,1 | 3,1 | 6,6 | 1,7 | 0,1 | 6,9  |
| 2017-2018 | Philadelphia 76ers | 76  | 1  | 22,4 | 49,9 | 43,5 | 79,5 | 3,0 | 4,0 | 1,2 | 0,2 | 6,3  |
| 2018-2019 | Philadelphia 76ers | 76  | 3  | 19,3 | 52,5 | 33,3 | 78,4 | 2,3 | 3,4 | 1,0 | 0,2 | 6,4  |
| 2019-2020 | Indiana Pacers     | 71  | 3  | 18,7 | 51,6 | 29,4 | 83,3 | 2,7 | 5,0 | 0,8 | 0,2 | 6,5  |
| 2020-2021 | Indiana Pacers     | 69  | 3  | 26,0 | 55,9 | 31,3 | 68,8 | 3,7 | 6,6 | 1,9 | 0,3 | 8,6  |
| 2021-2022 | Indiana Pacers     | 27  | 8  | 24,2 | 48,1 | 30,3 | 82,6 | 3,3 | 4,9 | 1,1 | 0,4 | 8,5  |
| 2022-2023 | Indiana Pacers     | 75  | 6  | 20,3 | 54,3 | 44,1 | 85,3 | 3,1 | 5,3 | 1,1 | 0,1 | 8,7  |
| 2023-2024 | Indiana Pacers     | 71  | 4  | 18,2 | 55,6 | 40,9 | 79,0 | 2,7 | 5,5 | 1,0 | 0,1 | 10,2 |
| 2024-2025 | Indiana Pacers     | 79  | 1  | 17,9 | 51,9 | 30,6 | 74,0 | 2,4 | 4,4 | 1,1 | 0,3 | 9,1  |
| Carriera  | Carriera           | 706 | 97 | 21,1 | 51,6 | 34,5 | 77,8 | 2,9 | 5,0 | 1,2 | 0,2 | 7,6  |

#### Play-off
| Anno     | Squadra            | PG | PT | MP   | TC%   | 3P%  | TL%  | RP  | AP  | PRP | SP  | PP   |
| -------- | ------------------ | -- | -- | ---- | ----- | ---- | ---- | --- | --- | --- | --- | ---- |
| 2018     | Philadelphia 76ers | 10 | 2  | 15,5 | 69,4* | 66,7 | 60,0 | 2,6 | 2,3 | 0,6 | 0,0 | 5,5  |
| 2019     | Philadelphia 76ers | 9  | 0  | 8,3  | 44,4  | -    | -    | 0,7 | 1,2 | 0,2 | 0,1 | 2,7  |
| 2020     | Indiana Pacers     | 3  | 0  | 9,3  | 37,5  | -    | 50,0 | 2,0 | 2,3 | 0,0 | 0,0 | 2,3  |
| 2024     | Indiana Pacers     | 17 | 0  | 20,5 | 48,6  | 26,9 | 86,7 | 3,1 | 5,1 | 0,9 | 0,1 | 11,8 |
| 2025     | Indiana Pacers     | 23 | 0  | 17,5 | 53,7  | 42,1 | 81,5 | 3,3 | 4,0 | 0,9 | 0,1 | 9,5  |
| Carriera | Carriera           | 62 | 2  | 16,3 | 52,0  | 35,4 | 79,6 | 2,7 | 3,5 | 0,7 | 0,1 | 8,1  |

#### Massimi in carriera
- Massimo di punti: 29 vs Milwaukee Bucks (16 gennaio 2023)[2]
- Massimo di rimbalzi: 10 (3 volte)
- Massimo di assist: 17 (2 volte)
- Massimo di palle rubate: 10 vs Cleveland Cavaliers (3 marzo 2021)
- Massimo di stoppate: 2 (14 volte)
- Massimo di minuti giocati: 46 vs New York Knicks (27 febbraio 2021)